# Río Borovlianka (inferior, Vagái)
El río Borovlianka (en ruso: Боровлянка, en su curso alto se conoce como Bobrovka - Бобровка) es un río del óblast de Tiumén, en Rusia. Es un afluente por la derecha del río Vagái, que lo es del río Irtish, y este a su vez del río Obi, a cuya cuenca hidrográfica pertenece.
No debe confundirse con otro afluente del Vagái, homónimo, más arriba en el curso del río.

## Geografía
Su curso tiene una longitud de 20 km. Nace a 122 m sobre el nivel del mar, en Komsomolski. Se dirige al norte hasta Bobrovka, donde recibe por la derecha al río Larija y cambia de nombre de Bobrovka a Borovlianka. Aquí su curso cambia de dirección hacia el este hasta su desembocadura en el Vagái, a 72 m de altura, en Karmatskaya, a 388 km de su desembocadura en el Irtish en Vagái.